# Quận Alpena, Michigan

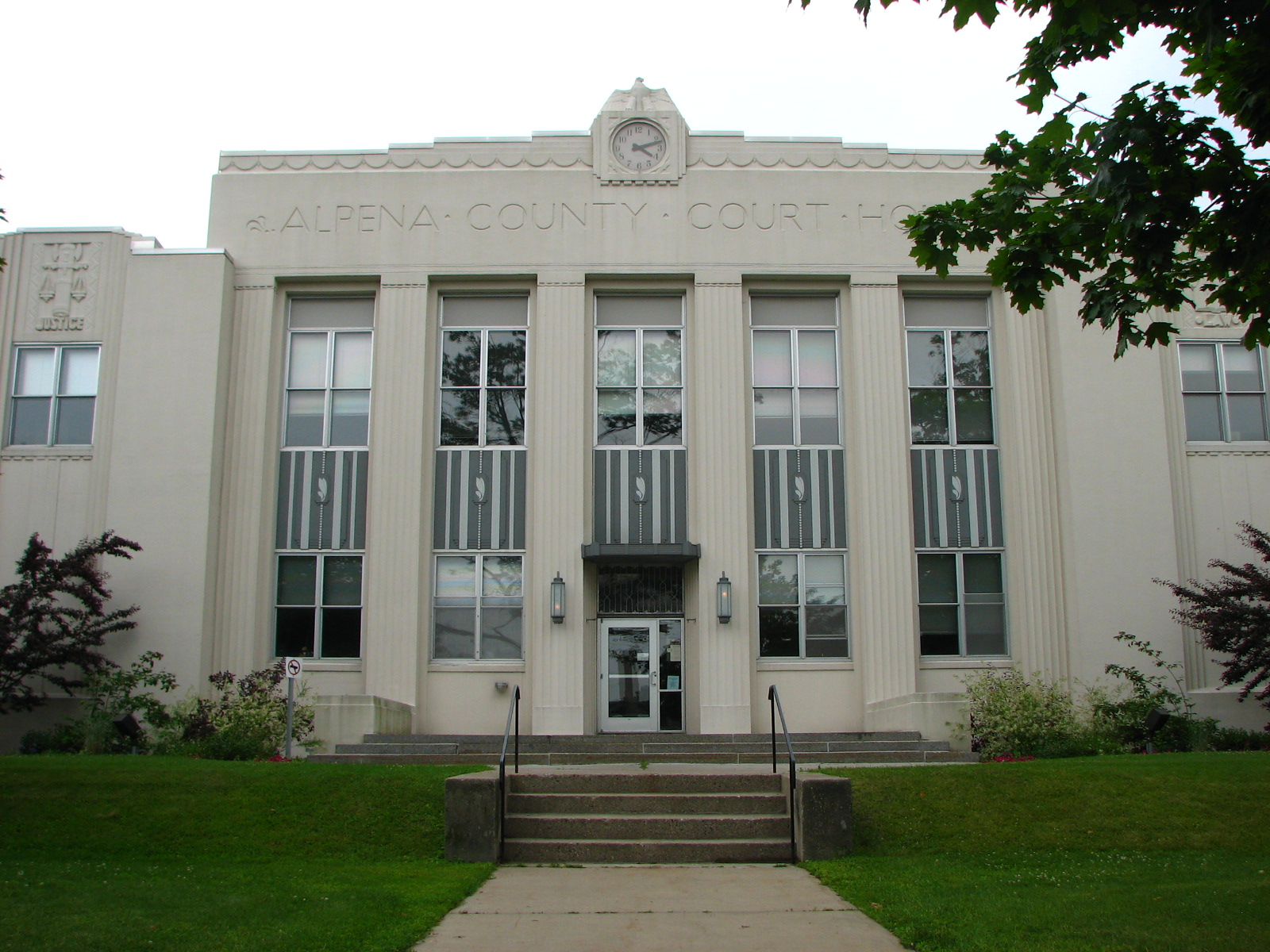
Tòa án quận Alpena

Quận Alpena một quận thuộc tiểu bang Michigan, Hoa Kỳ. Quận lỵ đóng ở Alpena6. Theo điều tra dân số năm 2000 của Cục điều tra dân số Hoa Kỳ năm 2000, quận có dân số người, dân số theo điều tra năm 2010 là 29.598 người.  Quận được xem là một phần của Bắc Michigan.
Ban đầu quận được lập năm 1840 với tên quận Anomickee. Năm 1843, tên được chuyển thành Alpena Đây là một phần trong các nỗ lực đổi tên các quận Michigan vào thời đó.
Quận Alpena được chính thức tổ chức vào năm 1857.

## Địa lý
Theo Cục điều tra dân số Hoa Kỳ, quận có diện tích 4390 km2, trong đó có 2903 km2 là diện tích mặt nước.